# Bomolocha turalis
Bomolocha turalis är en fjärilsart som beskrevs av William Schaus 1904. Bomolocha turalis ingår i släktet Bomolocha och familjen nattflyn. Inga underarter finns listade i Catalogue of Life.